# بات شارب
بات شارب (بالإنجليزية: Pat Sharp)‏ هو صانع فيديو ساخر ‏ بريطاني، ولد في 25 أكتوبر 1961 في مرليبون في المملكة المتحدة.

## وصلات خارجية
- بات شارب على موقع IMDb (الإنجليزية)